# Хосе Тапія
Хосе Тапія (ісп. José Tapia; нар. 19 лютого 1905, Сан-Хосе-де-лас-Лахас — пом. ?) — кубинський футбольний тренер, головний тренер збірної Куби у 1930—1938 роках.

## Тренерська кар'єра
Хосе Тапія тренував збірну Куби з 1930 до 1938 року. У 1934 році кубинська збірна брала участь у відбірковому турнірі до чемпіонату світу. У першому раунді відбіркового турніру збірна Куби переграла збірну Гаїті, перегравши її двічі в Порт-о-Пренсі 3-1 і 6-0, та звівши один матч унічию 1-1. У другому раунді кубинська збірна поступилась збірній Мексики в Мехіко 2-3, 0-5 та 1-4.
У 1938 році кубинська збірна зуміла кваліфікуватися на чемпіонат світу. Це вдалося їй без гри, оскільки інші збірні (Колумбії, Коста-Рики, Нідерландської Гвіани, Сальвадору, Мексики та США) знялися з відбіркового турніру. На самому чемпіонаті, який проходив у Франції. Куба справила найбільшу сенсацію, перегравши в 1/8 фіналу збірну Румунії, у першому матчі зігравши унічию 3-3, а на другий день у додатковому матчі здобувши перемогу з рахунком 2-1. У 1/4 фіналу кубинська збірна з великим рахунком 0-8 поступилася збірній Швеції, та вибула з турніру.